# United Press International
United Press International (UPI) er et amerikansk internationalt nyhedsbureau, som blev grundlagt i New York 1907. UPI havde sin storhedstid i det 20. århundrede, hvor det leverede materiale til mere end 6.000 medier. Fra omkring 1982 begyndte bureauet at skære ned og sælge dele af virkeomheden fra og i 1999 solgte bureauet en stor del at virksomheden fra til den største konkurrent, Associated Press (AP), og UPI har efterfølgende koncentreret som om niche-markeder.